# Jan Luxa
Jan Luxa (* 11. Februar 1996 in Kranj) ist ein slowenischer Leichtathlet, der sich auf den Dreisprung spezialisiert hat.

## Sportliche Laufbahn
Erste internationale Erfahrungen sammelte Jan Luxa im Jahr 2013, als er bei den Jugendweltmeisterschaften in Donezk mit einer Weite von 14,88 m in der ersten Runde ausschied. 2020 brachte er bei den Balkan-Hallenmeisterschaften in Istanbul keinen gültigen Versuch zustande und im Jahr darauf belegte er bei den Balkan-Hallenmeisterschaften ebendort mit 15,30 m den neunten Platz und anschließend schied er bei den Halleneuropameisterschaften in Toruń mit 15,78 m in der Qualifikation aus. 2022 gelangte er bei den Balkan-Hallenmeisterschaften in Istanbul mit 15,63 m auf Rang fünf. Im Juni wurde er bei den Leichtathletik-Balkan-Meisterschaften in Craiova mit 15,86 m Fünfter und klassierte sich anschließend bei den Mittelmeerspielen in Oran mit 15,86 m auf dem sechsten Platz.  Im Jahr darauf verpasste er bei den Halleneuropameisterschaften in Istanbul mit 15,70 m den Finaleinzug. 
In den Jahren 2016, 2021 und 2022 wurde Luxa slowenischer Meister im Dreisprung im Freien sowie 2017 und von 2020 bis 2023 in der Halle.

## Persönliche Bestleistungen
- Dreisprung: 16,23 m (+0,7 m/s), 2. Juli 2017 in Triest
  - Dreisprung (Halle): 16,01 m, 20. Januar 2018 in Padua